# Lijst van personen overleden in juli 2019
Dit is een lijst van bekende personen die zijn overleden in juli 2019.

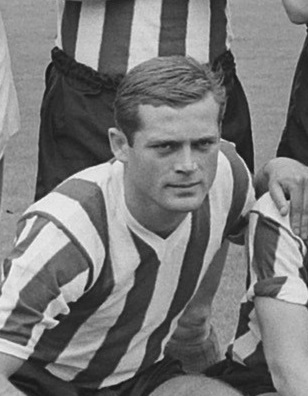
Sándor Popovics
1 juli

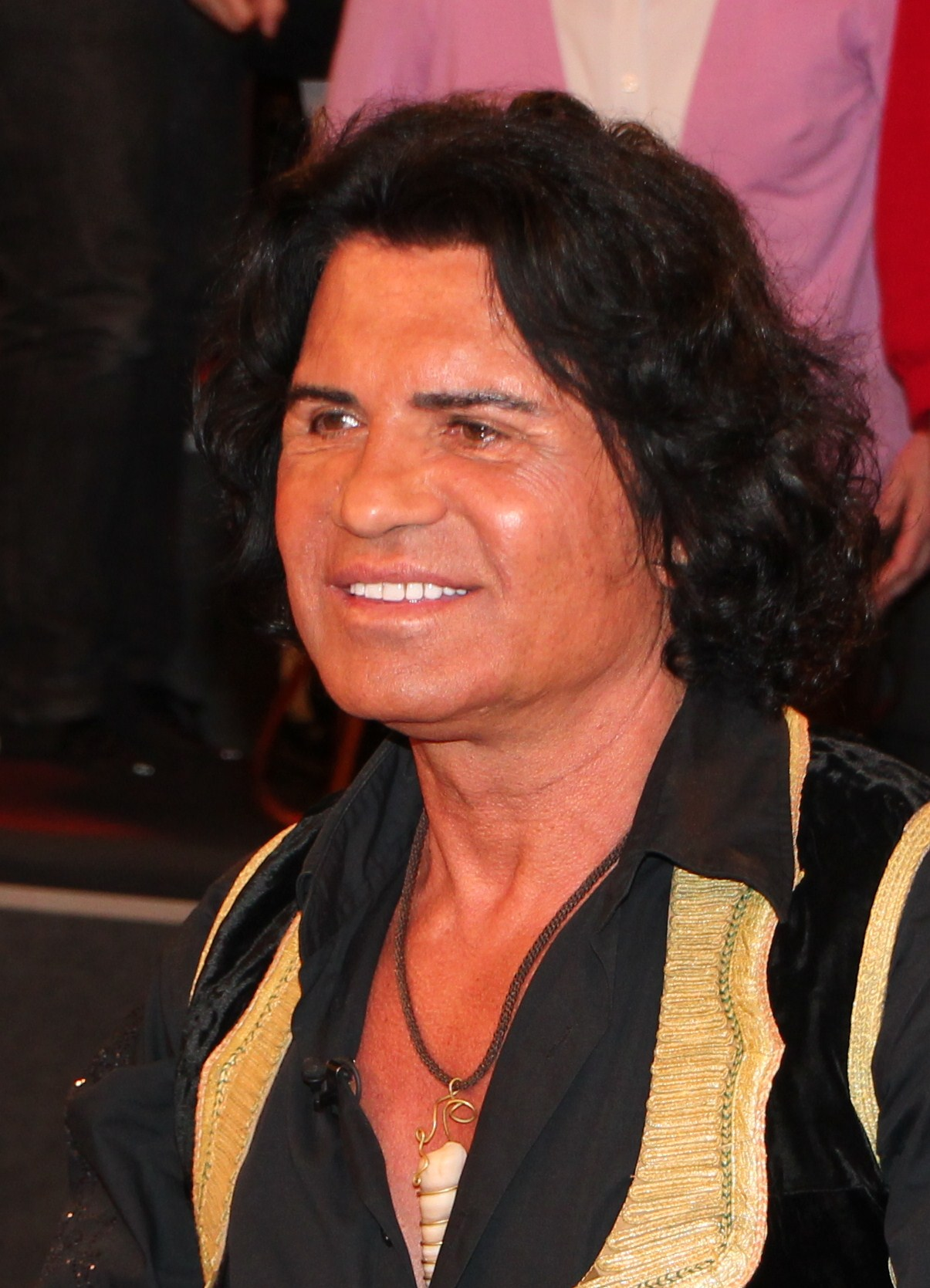
Costa Cordalis
2 juli

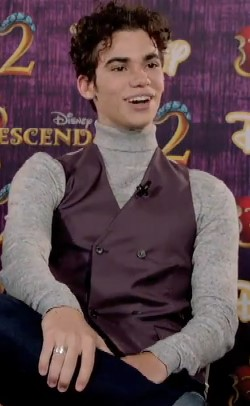
Cameron Boyce
6 juli

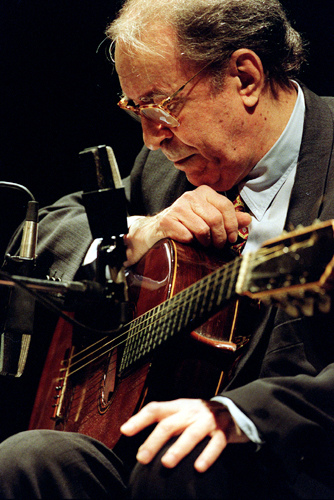
João Gilberto
6 juli

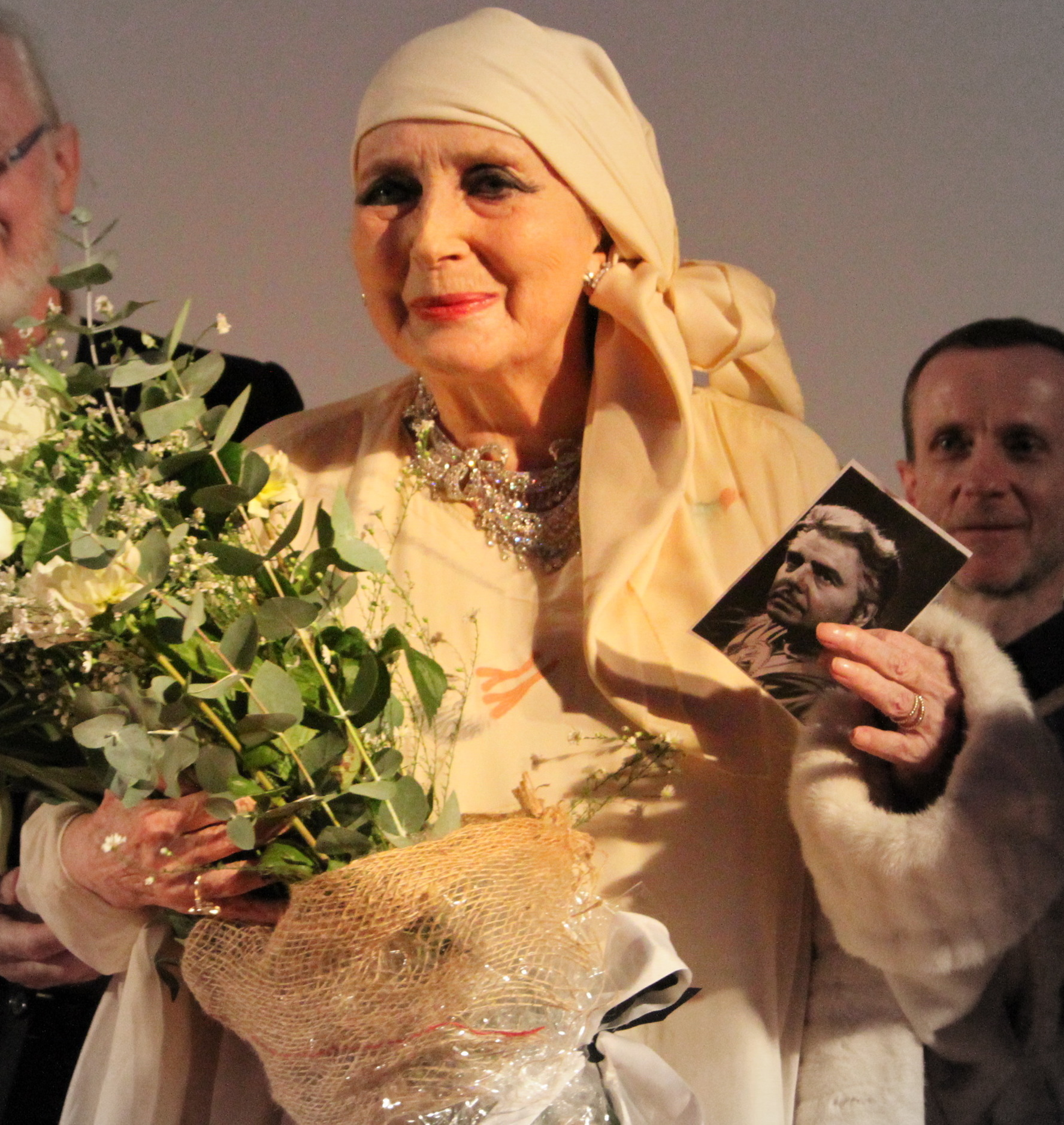
Valentina Cortese
10 juli

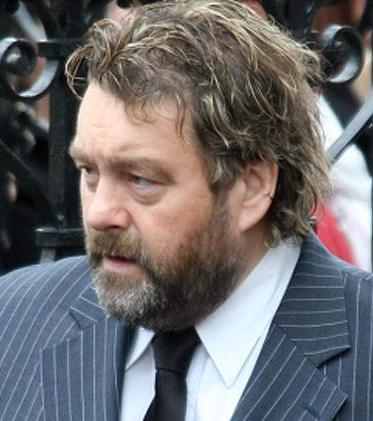
Brendan Grace
11 juli

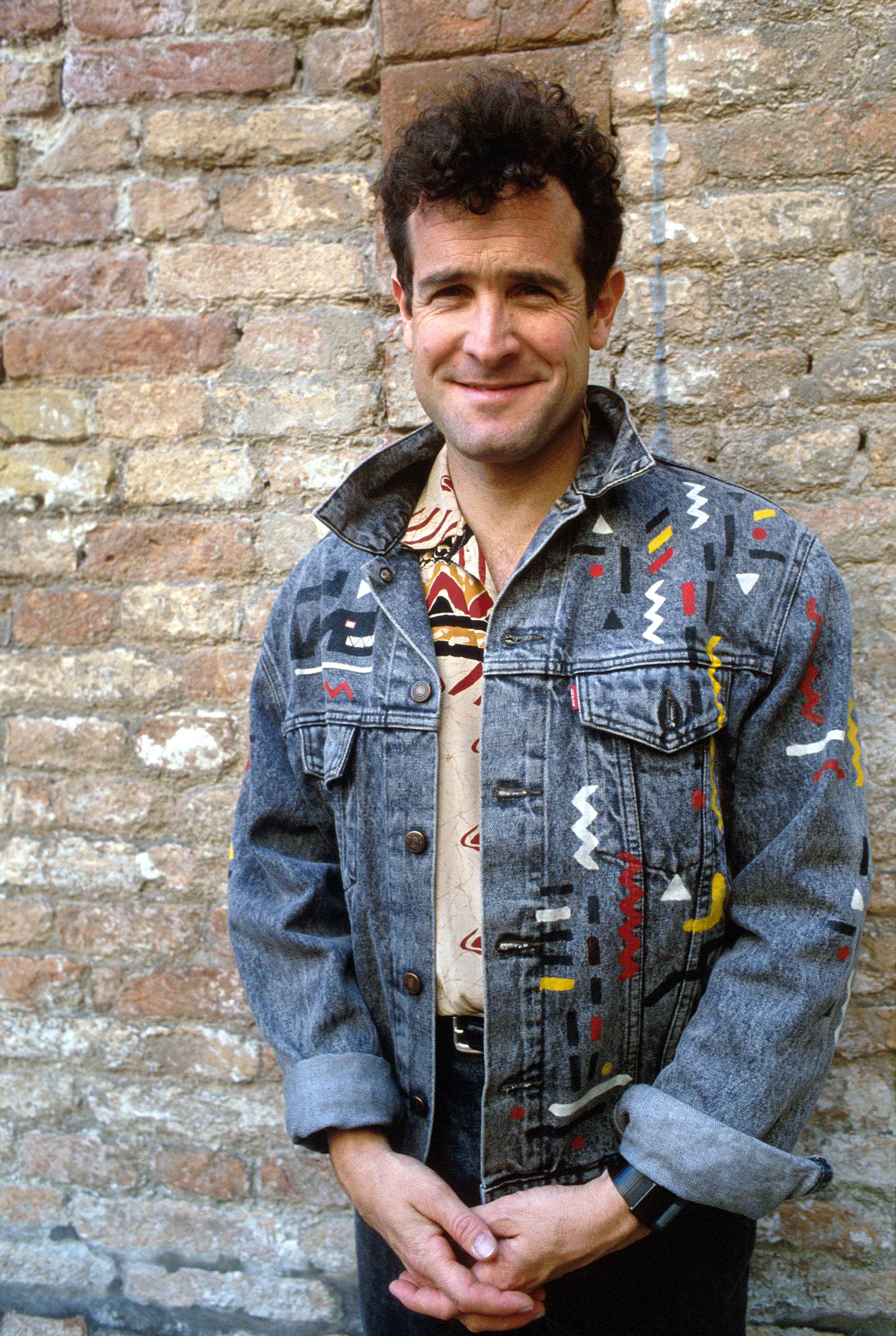
Johnny Clegg
16 juli

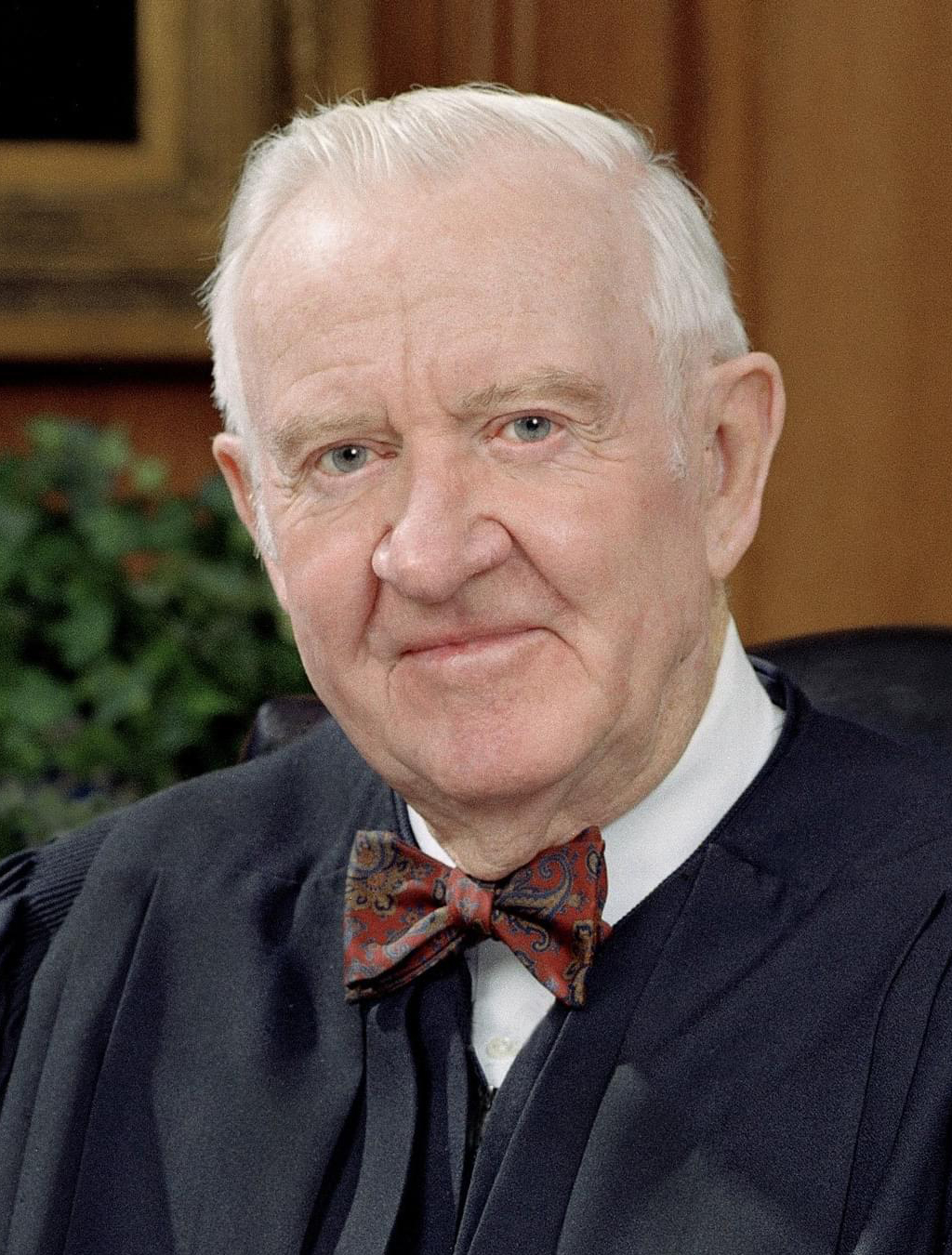
John Paul Stevens
16 juli

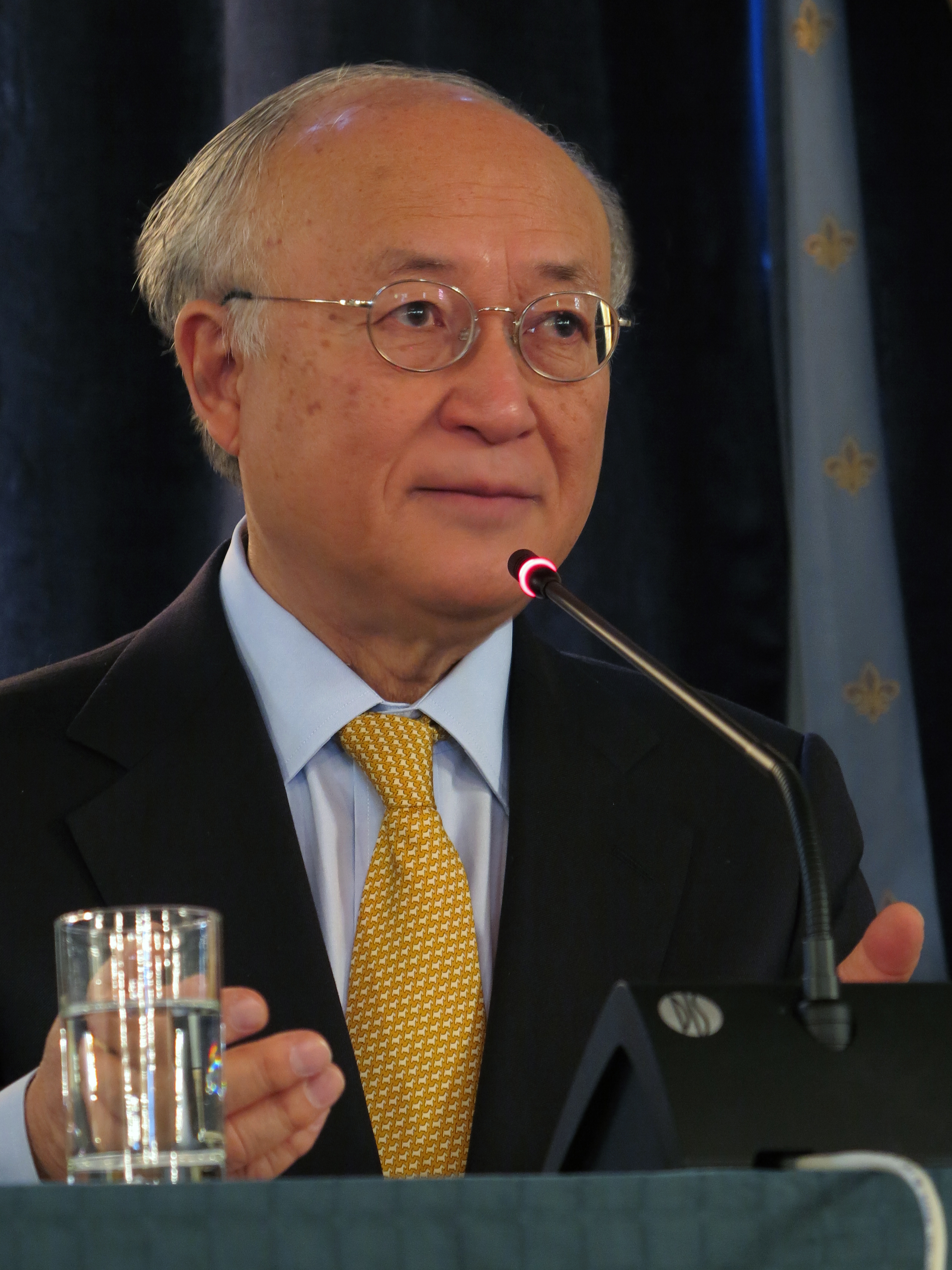
Yukiya Amano
18 juli

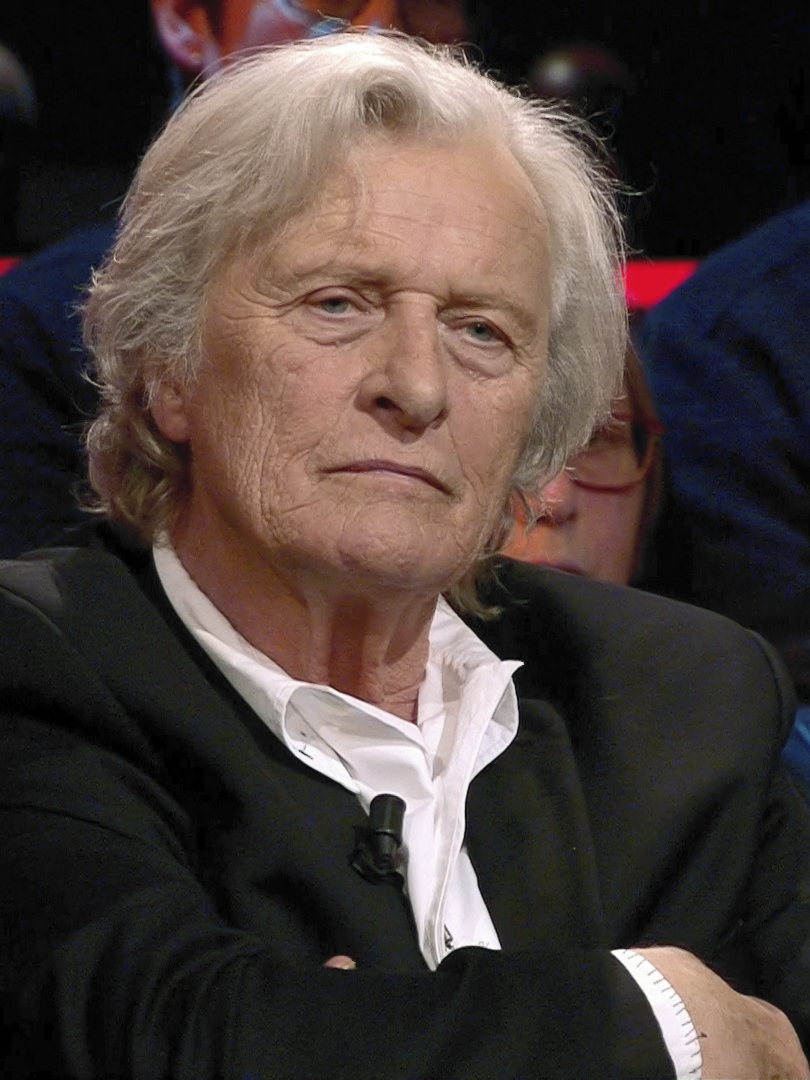
Rutger Hauer
19 juli

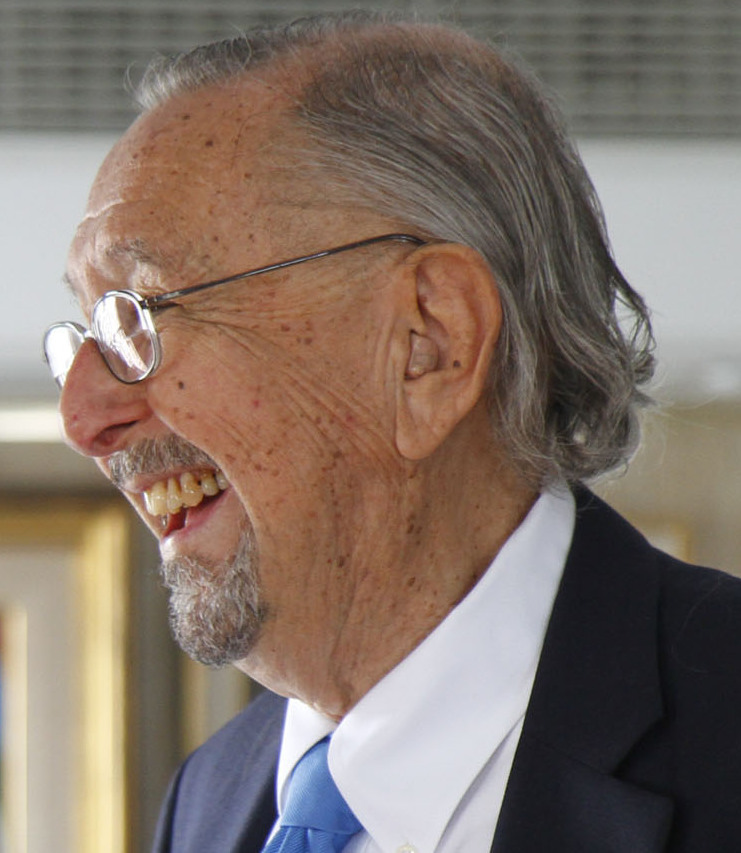
Cesar Pelli
19 juli

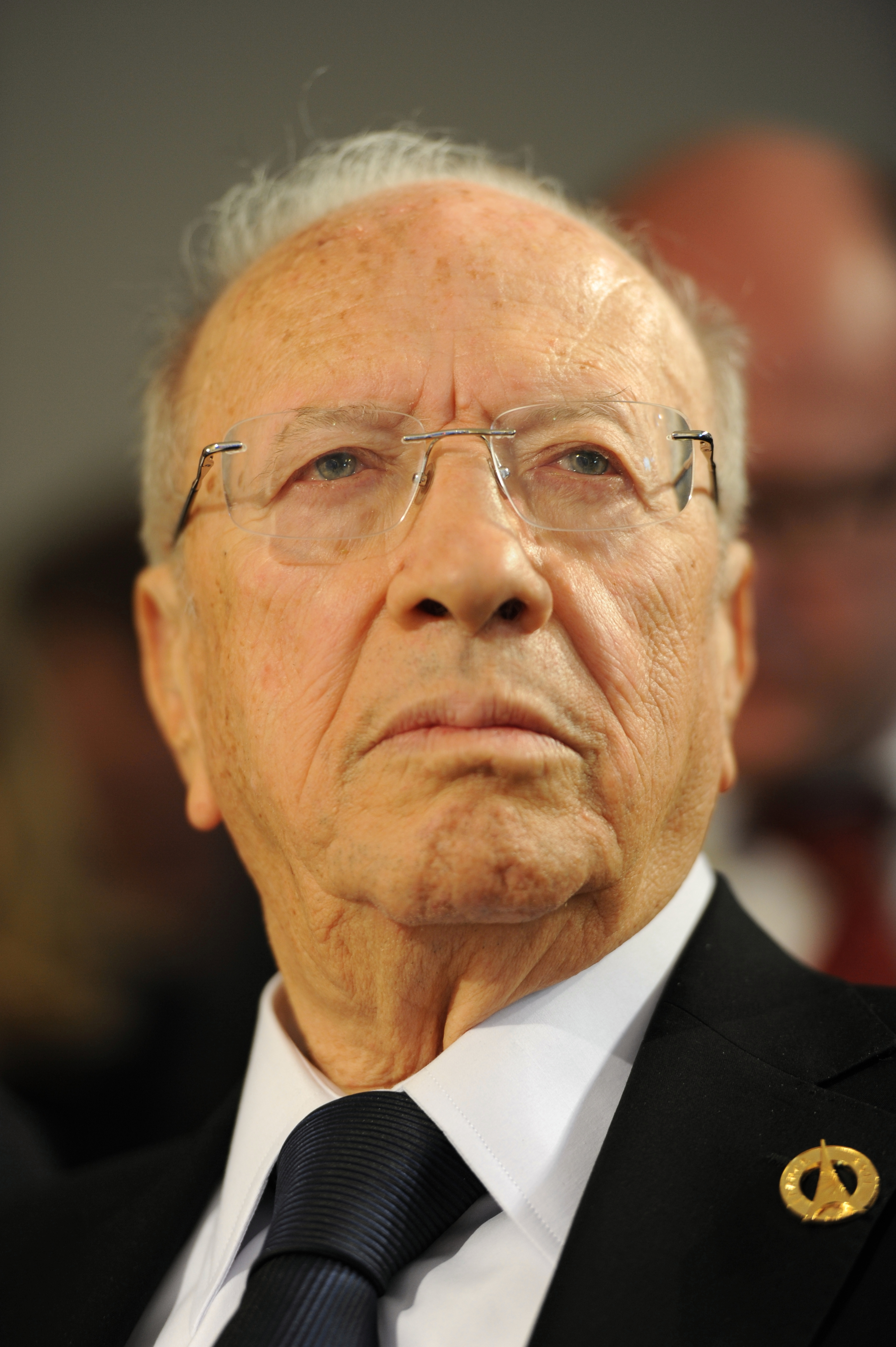
Beji Caid Essebsi
25 juli

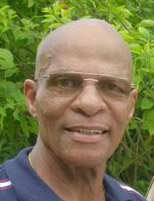
Humphrey Mijnals
27 juli

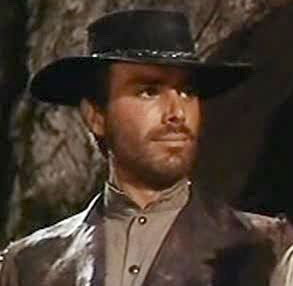
George Hilton
28 juli

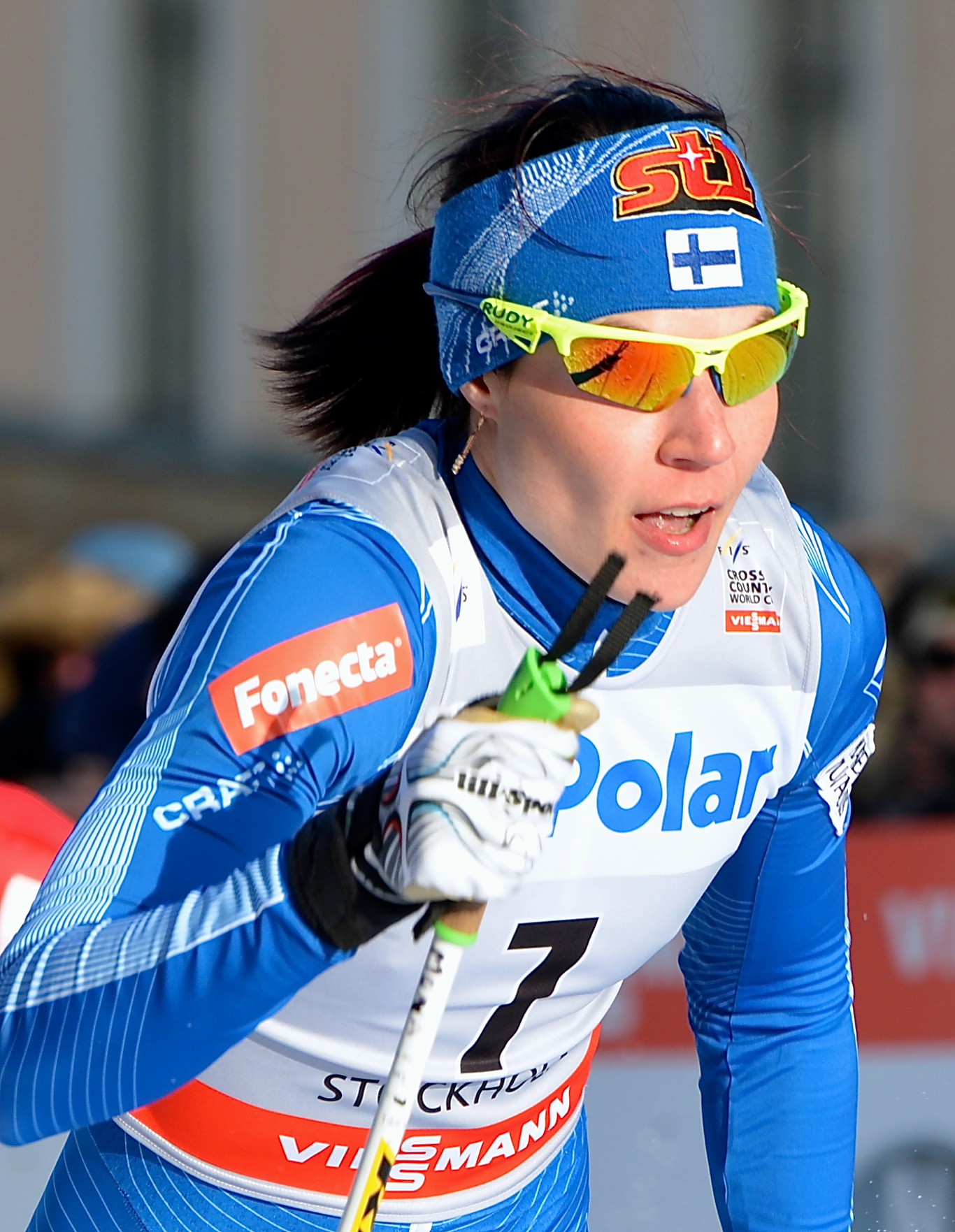
Mona-Liisa Nousiainen
29 juli

| 1 | 2 | 3 | 4 | 5 | 6 | 7 | 8 | 9 | 10 | 11 | 12 | 13 | 14 | 15 | 16 | 17 | 18 | 19 | 20 | 21 | 22 | 23 | 24 | 25 | 26 | 27 | 28 | 29 | 30 | 31 |
| - | - | - | - | - | - | - | - | - | -- | -- | -- | -- | -- | -- | -- | -- | -- | -- | -- | -- | -- | -- | -- | -- | -- | -- | -- | -- | -- | -- |

### 1 juli
- Karel Bouwmeester (91), Nederlands voetballer[1]
- Arthur McGee (86), Amerikaans modeontwerper[2]
- Sándor Popovics (80), Hongaars voetballer en Hongaars-Nederlands voetbaltrainer[3]
- Sid Ramin (100), Amerikaans orkestrator, arrangeur en componist[4]
- Tyler Skaggs (27), Amerikaans honkballer[5]

### 2 juli
- Michael Colgrass (87), Amerikaans-Canadees componist, muziekpedagoog en slagwerker[6]
- Costa Cordalis (75), Duits schlagerzanger[7]
- Lee Iacocca (94), Amerikaans zakenman en schrijver[8]
- Frans van Schoonderwalt (76), Nederlands journalist[9]

### 3 juli
- Richard Brixel (75), Zweeds beeldhouwer, kunstschilder en tekenaar[10]
- Martin Charnin (84), Amerikaans tekstschrijver, schrijver en theaterregisseur[11]
- Glyn Houston (93), Welsh acteur[12]
- Mitsuo Itoh (82), Japans motorcoureur[13]
- Arte Johnson (90), Amerikaans acteur en komiek[14]
- Bob Olodort (73), Amerikaans uitvinder[15]
- Ravilja Prokopenko (77), Sovjet-Russisch basketbalspeelster[16]
- Vasco Tagliavini (81), Italiaans voetballer[17]

### 4 juli
- Eva Mozes Kor (85), Roemeens-Amerikaans Holocaustoverlevende[18]
- Lydia Verbeeck (71), Belgisch auteur en scenariste[19]

### 5 juli
- Pierre Lhomme (89), Frans cameraregisseur[20]
- Mílton da Cunha Mendonça (63), Braziliaans voetballer[21]
- Paolo Vinaccia (65), Italiaans jazzmuzikant[22]

### 6 juli
- Cameron Boyce (20), Amerikaans acteur[23]
- João Gilberto (88), Braziliaans musicus, zanger en componist[24]
- Eddie Jones (82), Amerikaans acteur[25]

### 7 juli
- Kim Akker (22), Nederlands judoka[26]
- Artur Brauner (100), Duits-Pools filmproducent[27]
- Philippe Van Snick (72), Belgisch beeldend kunstenaar[28]
- Ed van Westerloo (81), Nederlands journalist en omroepbestuurder[29]

### 8 juli
- Jan Mokkenstorm (57), Nederlands psychiater[30]
- Arthur Ryan (83), Iers ondernemer[31]

### 9 juli
- Phil Freelon (66), Amerikaans architect[32]
- Freddie Jones (91), Brits acteur[33]
- Martin Löhr (79), Nederlands muzikant[34]
- Ross Perot (89), Amerikaans ondernemer[35]
- Piet van Pol (75), Nederlands projectontwikkelaar[36]
- Fernando de la Rúa (81), president van Argentinië[37]
- Rip Torn (88), Amerikaans acteur[38]

### 10 juli
- Valentina Cortese (96), Italiaans actrice[39]
- Denise Nickerson (62), Amerikaans actrice[40]
- James Small (50), Zuid-Afrikaans rugbyspeler[41]
- Dorothy Toy (102), Amerikaans danseres[42]
- Breur Weijzen (85), Nederlands voetballer[43]

### 11 juli
- Chris Konings (79), Nederlands atleet[44]
- Brendan Grace (68), Iers komiek en acteur[45][46]

### 12 juli
- Fernando J. Corbató (93), Amerikaans informaticus[47]
- Dick Richards (95), Amerikaans drummer[48]
- Stephanie zu Windisch-Graetz (79), Belgisch kunstenares[49]

### 13 juli
- Karel Wendel Kruijswijk (97), Nederlands dammer en damhistoricus[50]
- Jack Patijn (80), Nederlands politicus[51]
- Paolo Sardi (84), Italiaans kardinaal[52]
- Victor Sosnora (83), Russisch dichter en toneelschrijver[53]

### 14 juli
- Frieder Burda (83), Duits kunstverzamelaar en museumdirecteur[54]
- Hoessein Mohammad Ershad (89), president van Bangladesh[55]
- Craig Fallon (36), Brits judoka[56]
- Karl Shiels (47), Iers acteur[57]
- Pernell Whitaker (55), Amerikaans bokser[58]

### 15 juli
- Hanneke Derboven (82), Nederlands muziekregisseur[59]
- Kobus Lorsé (74), Nederlands crimineel[60]

### 16 juli
- Barry Coe (84), Amerikaans acteur[61]
- Johnny Clegg (66), Zuid-Afrikaans muzikant en antropoloog[62]
- Couzijn van Leeuwen (60), Nederlands kunstenaar[63]
- John Paul Stevens (99), Amerikaans jurist en rechter[64]

### 17 juli
- Harry Bruggink (66), Nederlands voetballer[65]
- Andrea Camilleri (93), Italiaans schrijver[66]
- Warren Cole (78), Nieuw-Zeelands roeier[67]
- Henk Stienstra (78), Nederlands vastgoedondernemer[68]
- Robert Waseige (79), Belgisch voetballer en voetbaltrainer[69]

### 18 juli
- Yukiya Amano (72), Japans diplomaat[70]
- Ado Broodboom (96), Nederlands jazztrompettist[71]
- Luciano de Crescenzo (90), Italiaans schrijver, acteur en regisseur[72]
- Paul Ghijsels (80), Belgisch journalist en presentator[73]
- David Hedison (92), Amerikaans acteur[74]
- Ruud Jacobs (81), Nederlands contrabassist en muziekproducent[75]
- Roelof Nelissen (88), Nederlands politicus en bankier[76]

### 19 juli
- Inger Berggren (85), Zweeds zangeres[77]
- Rutger Hauer (75), Nederlands acteur[78]
- Ágnes Heller (90), Hongaars filosoof[79]
- David Hunt (84), Australisch rechter[80]
- Cesar Pelli (92), Argentijns architect[81]
- Jurjen Vis (60), Nederlands (muziek)historicus[82]

### 20 juli
- Habiba Ben Salah (66), Nederlands-Marokkaans televisiepersoonlijkheid[83]
- Ilaria Occhini (85), Italiaans actrice[84]
- Marisa Merz (93), Italiaans beeldhouwer en kunstenares[85]

### 21 juli
- José Manuel Estepa Llaurens (93), Spaans kardinaal[86]
- Peter McNamara (64), Australisch tennisspeler en -coach[87]
- Francisco Grau Vegara (72), Spaans componist, muziekpedagoog en dirigent[88]
- Aart Veldman (79), Nederlands fotograaf en schrijver[89]

### 22 juli
- Daniel Rae Costello (58), Fijisch muzikant[90]
- Art Neville (81), Amerikaans singer-songwriter en muzikant[91]
- Li Peng (90), Chinees politicus[92]
- Bruno Vekemans (66), Belgisch kunstschilder[93]
- Robert Wangermée (98), Belgisch musicoloog en bestuurder[94]

### 23 juli
- Maksim Dadashev (28), Russisch bokser[95]
- Gabe Khouth (46), Canadees (stem)acteur[96]
- Nika McGuigan (33), Iers actrice[97]
- Ferdinand von Bismarck-Schönhausen (88), Duits landeigenaar en advocaat[98]

### 24 juli
- Netty Engels-Geurts (77), Nederlands kookboekenschrijfster[99]

### 25 juli
- Anner Bijlsma (85), Nederlands cellist[100]
- Beji Caid Essebsi (92), president van Tunesië[101]
- Georg van Hohenberg (90), Oostenrijks diplomaat, hertog[102]

### 26 juli
- Bryan Magee (89), Brits politicus, filosoof en schrijver[103]
- Jaime Lucas Ortega y Alamino (82), Cubaans kardinaal[104]
- Russi Taylor (75), Amerikaans stemactrice[105]
- Marty Wilson (62), Brits pokerspeler[106]

### 27 juli
- Carlos Cruz-Diez (95), Venezolaans schilder en beeldhouwer[107]
- Edward Lewis (99), Amerikaans filmproducent[108]
- Humphrey Mijnals (88), Surinaams-Nederlands voetballer[109]
- Robert Schrieffer (88), Amerikaans natuurkundige[110]
- Roman Virastyuk (51), Oekraïens kogelstoter[111]
- Willem Jan van de Wetering (72), Nederlands uitgever en journalist[112]

### 28 juli
- Walter Fiers (88), Belgisch moleculair bioloog[113]
- George Hilton (85), Brits-Uruguayaans acteur[114]
- Jan Hupperts (97), Nederlands pianist en dirigent[115]
- Loek van Mil (34), Nederlands honkbalspeler[116]
- Jaipal Reddy (77), Indiaas politicus[117]

### 29 juli
- Egil Danielsen (85), Noors atleet[118]
- Paul Kluwer (87), Nederlands uitgever en auteur[119]
- Mona-Liisa Nousiainen (36), Fins langlaufster[120]
- Machteld Versnel-Schmitz (78), Nederlands politica[121]

### 30 juli
- Nick Buoniconti (78), Amerikaans Americanfootballspeler[122]

### 31 juli
- Harold Prince (91), Amerikaans theaterproducent en -regisseur[123]
- Barrington Pheloung (65), Australisch componist van films en televisietunes[124]
- Steve Sawyer (63), Amerikaans-Nederlands activist, directeur van Greenpeace[125]
- Jean-Luc Thérier (73), Frans rallyrijder[126]

### Datum onbekend
- Festim Lato (43), Albanees politicus[127]
- Charles Levin (70), Amerikaans acteur[128]

januari ·
februari ·
maart ·
april ·
mei ·
juni ·
juli ·
augustus ·
september ·
oktober ·
november ·
december
1900 ·
1901 ·
1902 ·
1903 ·
1904 ·
1905 ·
1906 ·
1907 ·
1908 ·
1909 ·
1910 ·
1911 ·
1912 ·
1913 ·
1914 ·
1915 ·
1916 ·
1917 ·
1918 ·
1919 ·
1920 ·
1921 ·
1922 ·
1923 ·
1924 ·
1925 ·
1926 ·
1927 ·
1928 ·
1929 ·
1930 ·
1931 ·
1932 ·
1933 ·
1934 ·
1935 ·
1936 ·
1937 ·
1938 ·
1939 ·
1940 ·
1941 ·
1942 ·
1943 ·
1944 ·
1945 ·
1946 ·
1947 ·
1948 ·
1949 ·
1950 ·
1951 ·
1952 ·
1953 ·
1954 ·
1955 ·
1956 ·
1957 ·
1958 ·
1959 ·
1960 ·
1961 ·
1962 ·
1963 ·
1964 ·
1965 ·
1966 ·
1967 ·
1968 ·
1969 ·
1970 ·
1971 ·
1972 ·
1973 ·
1974 ·
1975 ·
1976 ·
1977 ·
1978 ·
1979 ·
1980 ·
1981 ·
1982 ·
1983 ·
1984 ·
1985 ·
1986 ·
1987 ·
1988 ·
1989 ·
1990 ·
1991 ·
1992 ·
1993 ·
1994 ·
1995 ·
1996 ·
1997 ·
1998 ·
1999 ·
2000 ·
2001 ·
2002 ·
2003 ·
2004 ·
2005 ·
2006 ·
2007 ·
2008 ·
2009 ·
2010 ·
2011 ·
2012 ·
2013 ·
2014 ·
2015 ·
2016 ·
2017 ·
2018 ·
2019 ·
2020 ·
2021 ·
2022 ·
2023 ·
2024 ·
2025